# Gravellona Toce
Gravellona Toce é uma comuna italiana da região do Piemonte, província do Verbano Cusio Ossola, com cerca de 7.538 habitantes. Estende-se por uma área de 14 km², tendo uma densidade populacional de 538 hab/km². Faz fronteira com Baveno, Casale Corte Cerro, Mergozzo, Omegna, Ornavasso, Stresa, Verbania.

## Demografia
| Variação demográfica do município entre 1861 e 2011                               |
|                                                                                   |
| Fonte: Istituto Nazionale di Statistica (ISTAT) - Elaboração gráfica da Wikipedia |